# Тернопільські театральні вечори (конкурс)
Тернопільські театральні вечори — творче змагання народних аматорських театрів Тернопільської області, конкурс імені Леся Курбаса.
Започаткований 1987 року в місті Тернопіль. Організатори — управління культури Тернопільської ОДА та обласна рада профспілок.
Проводили в Тернополі до 2003 раз на 2 роки.
Учасники — народні аматорські театри і кандидати на присвоєння звання «народний» (зразкові) — драматичні колективи клубів та Будинок культури.
Серед переможців:
- Копичинецький народний театр імені Богдана Лепкого,
- народні аматорські театри Кременецького і Бучацького районних Будинків культури,
- народний аматорський театр Теребовлянського вищого училища культури,
- аматорські театри сіл Великі Гаї Тернопільського, Золота Слобода Козівського, Озерна Зборівського районів.